# Graveyard (chanson)
Pour les articles homonymes, voir Graveyard.
Singles de Halsey
Nightmare
(2019) You Should Be Sad
(2020)
Graveyard est un single de l'auteure-compositrice-interprète américaine Halsey sorti le 13 septembre 2019. Il est extrait de son troisième album studio Manic.

## Clip vidéo
Le clip vidéo de Graveyard est posté sur YouTube le 8 octobre 2019. Il est réalisé par Anton Tammi et met en scène Halsey et l'actrice Sydney Sweeney dans une fête foraine.

## Classements
| Classement (2019-20)                           | Meilleure position |
| ---------------------------------------------- | ------------------ |
| Australie (ARIA)                               | 24                 |
| Belgique (Flandre Ultratip Bubbling Under 100) | 7                  |
| Belgique (Wallonie Ultratip Bubbling Under 50) | 6                  |
| Canada (Hot 100)                               | 38                 |
| Canada (All-Format Airplay)                    | 31                 |
| Canada (Digital Songs)                         | 30                 |
| Canada (CHR/Top 40)                            | 15                 |
| Canada (Hot AC)                                | 22                 |
| Écosse (OCC)                                   | 48                 |
| Estonie (Eesti Tipp-40 (en))                   | 26                 |
| États-Unis (Hot 100)                           | 34                 |
| États-Unis (Adult Pop Songs)                   | 16                 |
| États-Unis (Dance/Mix Show Airplay)            | 9                  |
| États-Unis (Digital Songs)                     | 9                  |
| États-Unis (Dance Club Songs)                  | 1                  |
| États-Unis (Pop Airplay)                       | 10                 |
| États-Unis (Radio Songs)                       | 19                 |
| États-Unis (Streaming Songs)                   | 43                 |
| États-Unis (Rolling Stone Top 100 (en))        | 25                 |
| Hongrie (Stream Top 40)                        | 24                 |
| Irlande (Irish Singles Chart)                  | 30                 |
| Lettonie (IFPI)                                | 22                 |
| Lituanie (AGATA)                               | 20                 |
| Mexique (Mexico Ingles Airplay (en))           | 35                 |
| Nouvelle-Zélande (RMNZ)                        | 27                 |
| Pays-Bas (Single Top 100)                      | 60                 |
| Portugal (AFP)                                 | 75                 |
| Roumanie (Airplay 100 (en))                    | 93                 |
| Royaume-Uni (UK Singles Chart)                 | 29                 |
| Singapour (RIS (en))                           | 18                 |
| Slovaquie (IFPI Singles Digitál)               | 33                 |
| Suède (Sverigetopplistan)                      | 95                 |
| Suisse (Schweizer Hitparade)                   | 75                 |
| Tchéquie (IFPI Rádio)                          | 15                 |
| Tchéquie (IFPI Singles Digitál)                | 36                 |